# Skibidi Toilet
Skibidi Toilet é uma série do YouTube postada no canal DaFuq!?Boom!. O primeiro episódio foi publicado em 7 de fevereiro de 2023. A série relaciona uma guerra entre os Skibidi Toilets, cabeças humanas sem corpo dentro de Vasos Sanitários em movimento que podem infectar humanos e ser mortas ao serem dados uma descarga, e uma facção de humanóides com cabeças de hardware, como os Cameramans (cabeças de câmera), Speakermans (cabeças de alto-falante) e TV Mans (cabeças de televisão). Skibidi Toilet é produzido por um animador da Rússia usando o programa Source Filmmaker.
Skibidi Toilet apresenta visuais bizarros, e se tornou viral vários meses após sua estreia. Ele rapidamente acumulou milhões de visualizações. Tornando-se uma série do YouTube. De acordo com o Tubefilter, "DaFuq!?Boom!" foi o canal do YouTube mais visto nos Estados Unidos em junho de 2023.

## Trama e características
A série documenta o conflito entre as Privadas com cabeças humanas, chamados Skibidi Toilets e humanóides com cabeças de Câmeras, Caixas de Som e de TV. Um remix das músicas "Give It to Me"[carece de fontes?] de Timbaland e "Dom Dom Yes Yes" de Biser King faz sua aparição em todos os episódios como a música tema dos Skibidi Toilets. Os eventos se desenrolam sob a perspectiva de um Cameraman, que acaba sendo pego ou morto pelos Skibidi Toilets no final de quase todos os episódios. Ambas as partes usam armas cada vez mais poderosas para seus conflitos.
Em episódios posteriores, outros tipos de humanóides aparecem, onde têm TV ou alto-falantes em suas cabeças. Alguns personagens são muito maiores do que suas contrapartes normais, e nos episódios 75 para frente os Skibidi Toilets se tornam Aliados com os Humanóides Conhecido como Cameramans (cabeças de câmera), Speakermans (cabeças de alto-falante), e TV Mans (cabeças de televisão) para combater contra a outra raça de Privada chamado "Astros Toilets" que são um dos mais poderosos da série, eles podem ser de outro planeta e responsável por trazer os Skibidis Toilets para a Terra, sendo um dos principais inimigos da série.

## Produção
Skibidi Toilet foi criado por Alexey Gerasimov, mais conhecido como "DaFuq!?Boom!", um animador no YouTube. Desde 2014, ele aprendeu animação sozinho por 9 anos sem aulas formais. Ele mora na Rússia. Ele nasceu no ano de 1998. Seu canal teve poucas viralizações anteriores, o seu canal era focado nas animações de GTA San Andreas, Half-Life 2, Transformers, Multiverso de Beatbox, Vídeos de Male_07, até mesmo as Músicas e etc, até nos dias de hoje.
Cada episódio de Skibidi Toilet é produzido usando o programa chamado Source Filmmaker, um software de computação gráfica 3D publicado pela Valve. O criador disse que usa este software porque "ele me permite trabalhar de maneira mais fácil e rápida com os recursos de que preciso para fazer animação, direção, escrever e editar eu mesmo". A música com destaque na série foi popularizada devido a um vídeo de dança do TikTok postado pelo usuário @yasincengiz38, que também se tornou um meme da internet antes do lançamento da série.
A maioria dos episódios que são produzidos pelo Dafuq!?Boom! têm spoilers de cenas que são vazadas no Instagram e no Servidor Oficial do Discord.
O criador de Skibidi Toilet cita a adaptação do usuário do Tiktok, Paryss Bryanne, desse meme, no qual Bryanne se move de maneira brusca com cortes rápidos. Alguns modelos de Jogos são usados como Half-Life 2, Counter-Strike: Source e outros Modelos da Steam Workshop.

## Recepção e influência
A revista Dazed disse que Skibidi Toilet é "frenético, imprevisível, engraçado e às vezes genuinamente perturbador". In The Know comparou a animação a um jogo para celular, descrevendo-a como tendo "movimentos instáveis e expressões faciais exageradas". De acordo com o Distractify, o canal é popular entre uma base de espectadores mais jovens. Muitas publicações destacaram um tweet viral, no qual um usuário @AnimeSerbia chamou a série de Slender Man da Geração Alfa. Insider afirmou que a série exemplificou o início de uma nova geração ganhando destaque, usando a relação entre a Geração Y e a Geração Z como exemplo, uma postura que Indy100 repetiu, que comentou que "Geração Z enfrentará a mesma zombaria e ridículo que eles distribuíram aos Millennials." News.com.au elaborou que "a série é um lembrete oportuno de que a Geração Alfa está no horizonte".

### Influência, efeito visual e classificação indicativa
De acordo com as classificações do Tubefilter, no final de abril de 2023, "DaFuq!?Boom!" entrou nos cinquenta canais mais vistos do YouTube nos Estados Unidos, na 33ª colocação. O editor Sam Gutelle observou que os animadores "costumavam lutar com as demandas do algoritmo do YouTube; agora é possível obter milhões de visualizações com um monte de banheiros pixelados". Em junho, o canal alcançou a marca de cinco bilhões de visualizações. tornando o canal do YouTube mais visto nos EUA durante aquele mês. Gutelle observou que anteriormente, o canal existia em grande parte sob o radar, exceto para alguns "obstinados em animação na comunidade meme".
O especialista em tendências Phil Ranta explicou que a serialização da série fez com que “as pessoas tivessem um motivo para voltar”. Eles também explicaram a sensação "genuína" da série e que a pura sorte aumentou sua popularidade. Skibidi Toilet fez com que muitos fãs criassem e publicassem obras de fãs no TikTok e no YouTube.
Diversos criadores de conteúdo começaram a elaborar teorias e rapidamente se tornaram viral. O canal estadunidense 'Elite Cameraman' alcançou a marca de 144 milhões de visualizações em seu canal do Youtube, somando mais de 1,4 milhões de assinantes. O youtuber brasileiro 'MrRogério' alcançou a marca de 1,5 milhão de visualizações em Novembro de 2023, alcançando mais de 300 mil assinantes. O youtuber mexicano 'Also' teve mais de 100 mil visualizações em sua transmissão ao vivo, explicando o novo episódio 70 da série, chegando na marca de 1,2 milhão de assinantes em seu canal.
A série se tornou tão viral que diversos criadores passaram a elaborar séries 'alternativas' com 'multiversos paralelos' que retratava diversos cenários e pessoas alternativos.
A Classificação Indicativa dos episódios da série Skibidi Toilet é 10 anos e 12 anos e 13 episodios com 14 anos e 2 com 16 anos classificado por Gustavo um editor e ajudante de informações de classificação indicativa não oficial.

### Adaptações e licenciamento
Em 24 de julho de 2024, foi anunciado que os cineastas Adam Goodman e Michael Bay que estavam "em negociações" com Gerasimov para uma adaptação para cinema e série de televisão de Skibidi Toilet. Goodman revelou que a adaptação pode ser um filme live-action, e que pode ser estilisticamente semelhante às franquias John Wick e District 9. O anúncio foi recebido com ceticismo: The A. V. Club disse que seria difícil "traduzir [...] a subcultura da Internet para formatos tradicionais", e o Gizmodo escreveu que um filme teria que ser "incomensuravelmente caro para apresentar uma experiência que seja de alguma forma 'deluxe' para sua inspiração". A revista Complex comentou que Bay seria um cineasta perfeito para a adaptação, citando seu trabalho na série de filmes Transformers.
A empresa de mídia Invisible Narratives é administrada por Bay (consultor criativo chefe) e Goodman (CEO e fundador). Ela concordou em atuar como uma agência de licenciamento de marca para Gerasimov. A empresa fez um acordo de licenciamento com a Bonkers Toys, que é conhecida por criar produtos a partir de conteúdo do YouTube, para produzir brinquedos Skibidi Toilet. Em 2024, a Bonkers Toys lançou caixas misteriosas e bonecos de ação Skibidi Toilet em lojas, incluindo o Walmart. A National Electrical Contractors Association foi contratada para fabricar dispositivos de controle remoto de marca, como drones. O varejista americano Spirit Halloween obteve uma licença para vender fantasias de Skibidi Toilet. A empresa disse que incentiva canais do YouTube administrados por fãs a criar conteúdo Skibidi Toilet, desde que a atribuição esteja presente. 
No final de 2023, uma reivindicação do Digital Millennium Copyright Act (DMCA) foi registrada contra o jogo sandbox Garry's Mod, supostamente pela Invisible Narratives, que alegou estar em nome de Gerasimov. Garry Newman, o criador do Garry's Mod, compartilhou o suposto aviso no Discord em 29 de julho de 2024. Ele alegou que o Garry's Mod estava usando personagens protegidos por Direitos Autorais de Skibidi Toilet, incluindo "Titan Cameraman, Titan Speakerman, Titan TV man e Skibidi Toilet", bem como que "Não há absolutamente nenhum conteúdo licenciado do Steam, Valve ou Garry's Mod relacionado ao Skibidi Toilet". Gerasimov postou mais tarde diz que não enviou a reclamação e que estava tentando entrar em contato com o Garry Newman. O Newman confirmou mais tarde ao IGN que ele e Gerasimov entraram em contato e que o assunto foi resolvido. O United States Copyright Office mostra o personagem "Titan Cameraman" conforme reivindicado pela Invisible Narratives em 21 de agosto de 2023. 
Em 18 de dezembro de 2024, o Jogo Fortnite introduziu uma nova parceria com Skibidi Toilet, trazendo umas novas skins e itens no Jogo.

### Repercussão na mídia
Vários jornais indonésios afirmaram que o Skibidi Toilet tinha um efeito prejudicial em crianças muito pequenas, apelidado de "Síndrome do Skibidi Toilet" (indonésio: Sindrom Skibidi Toilet).
Skibidi Toilet chegou a ser investigado pela polícia de Moscou como foi divulgado por vários jornais internacionais.